# Örvartjärns naturreservat
Örvartjärns naturreservat är ett naturreservat i Karlskoga kommun i Örebro län.
Området är naturskyddat sedan 2020 och är 36 hektar stort. Reservatet ligger norr om sjön Alkvettern och består av ett småkuperat skogslandskap med gammal granskog och på de torrare partierna barrskog.